# Perseus Karlström
Perseus Karlström (* 2. Mai 1990 in Växjö) ist ein schwedischer Geher. Zu seinen größten sportlichen Erfolgen zählen der Vizeweltmeistertitel bei den Weltmeisterschaften 2023 in Budapest sowie der Europameistertitel von den Europameisterschaften 2024 in Rom.

## Sportliche Laufbahn
Perseus Karlström trat erstmals 2007, im Alter von 17 Jahren, mit den U18-Weltmeisterschaften in Ostrava bei internationalen Meisterschaften über die 10-km-Distanz an. In 48:13,05 min belegte er Platz 24. Ein Jahr später trat er dann in der höheren Altersklasse bei den U20-Weltmeisterschaften in Bydgoszcz an. Im Vergleich zum Vorjahr verbesserte er seine Zeit um etwa eine Minute, belegte damit den 30. Platz. Bei den U20-Europameisterschaften 2009 in Novi Sad verbesserte er sich nochmal um drei Minuten und wurde Neunter.
Seit 2010 tritt Karlström über die 20-km-Distanz an. Bei den U23-Europameisterschaften 2011 in Ostrava konnte er das Rennen nicht beenden. Im Jahr darauf, trat er dann ausschließlich in Wettkämpfen bei den Erwachsenen an. 2013 benötigte er bei den Weltmeisterschaften in Moskau 1:28:20 h und landete damit auf Platz 38. Zuvor belegte er bei der Universiade 2013 in Kasan den 20. Platz. Bei den Europameisterschaften in Zürich wurde er 17. in 1:24:41 h. Ein Jahr darauf, konnte er den Wettbewerb bei den Weltmeisterschaften in Peking nicht beenden.
2016 nahm er an den Olympischen Spielen in Rio de Janeiro teil. Bei den Weltmeisterschaften 2017 in London landete er auf Platz 37. 2018 nahm er auch an den Europameisterschaften in Berlin teil. Dort wurde er Zwanzigster. 2019 stellt sein bislang erfolgreichstes sportliches Jahr dar. Im März stellte er in Spanien in 1:18:07 h einen neuen schwedischen Rekord über 20 km auf. Bei den Weltmeisterschaften im Oktober in Doha gewann er in einem Rennen unter extreme klimatischen Bedingungen in 1:27:00 h die Bronzemedaille. 2021 trat er zum zweiten Mal bei den Olympischen Sommerspielen an und erreichte nach 1:22:29 h als Neunter das Ziel. 2022 trat Karlström im Juli bei den Weltmeisterschaften in Eugene an. Wie bereits drei Jahre zuvor, konnte er erneut die Bronzemedaille gewinnen. Nach dem Gewinn der zwei Bronzemedaille trat er kurz darauf auch bei den Europameisterschaften in München an, allerdings konnte er den Wettkampf über die 35-km-Distanz nicht beenden. Anschließend ging er auch über die kürzere 20-km-Distanz an den Start und konnte mit Silber seine erste EM-Medaille gewinnen.
2023 gewann er bei den Weltmeisterschaften in Budapest mit neuer Bestzeit von 1:17:39 h die Silbermedaille. Ein paar Tage später belegte er im Wettkampf über 35 km den achten Platz. 2024 konnte er sich, nach Silber 2022, die Goldmedaille bei den Europameisterschaften in Rom sichern.

## Wichtige Wettbewerbe
| Jahr                 | Veranstaltung             | Ort                  | Platz                | Disziplin            | Zeit                 |
| Startet für Schweden | Startet für Schweden      | Startet für Schweden | Startet für Schweden | Startet für Schweden | Startet für Schweden |
| -------------------- | ------------------------- | -------------------- | -------------------- | -------------------- | -------------------- |
| 2007                 | U18-Weltmeisterschaften   | Ostrava              | 24.                  | 10 km Gehen          | 48:13,05 min         |
| 2008                 | U20-Weltmeisterschaften   | Bydgoszcz            | 30.                  | 10 km Gehen          | 47:19,88 min         |
| 2009                 | U20-Europameisterschaften | Novi Sad             | 9.                   | 10 km Gehen          | 44:21,69 min         |
| 2011                 | U23-Europameisterschaften | Ostrava              |                      | 20 km Gehen          | DNF                  |
| 2013                 | Universiade               | Kasan                | 20.                  | 20 km Gehen          | 1:30:19 h            |
| 2013                 | Weltmeisterschaften       | Moskau               | 38.                  | 20 km Gehen          | 1:28:20 h            |
| 2014                 | Europameisterschaften     | Zürich               | 17.                  | 20 km Gehen          | 1:24:41 h            |
| 2015                 | Weltmeisterschaften       | Peking               |                      | 20 km Gehen          | DNF                  |
| 2016                 | Olympische Spiele         | Rio de Janeiro       |                      | 20 km Gehen          | DNF                  |
| 2017                 | Weltmeisterschaften       | London               | 37.                  | 20 km Gehen          | 1:23:36 h            |
| 2018                 | Europameisterschaften     | Berlin               | 20.                  | 20 km Gehen          | 1:25:16 h            |
| 2019                 | Weltmeisterschaften       | Doha                 | 3.                   | 20 km Gehen          | 1:27:00 h            |
| 2021                 | Olympische Spiele         | Tokio                | 9.                   | 20 km Gehen          | 1:22:29 h            |
| 2022                 | Weltmeisterschaften       | Eugene               | 3.                   | 20 km Gehen          | 1:19:18 h            |
| 2022                 | Weltmeisterschaften       | Eugene               | 3.                   | 35 km Gehen          | 2:23:44 h            |
| 2022                 | Europameisterschaften     | München              |                      | 35 km Gehen          | DNF                  |
| 2022                 | Europameisterschaften     | München              | 2.                   | 20 km Gehen          | 1:19:23 h            |
| 2023                 | Weltmeisterschaften       | Budapest             | 2.                   | 20 km Gehen          | 1:17:39 h            |
| 2023                 | Weltmeisterschaften       | Budapest             | 8.                   | 35 km Gehen          | 2:27:03 h            |
| 2024                 | Europameisterschaften     | Rom                  | 1.                   | 20 km Gehen          | 1:19:13 h            |

## Persönliche Bestleistungen
Freiluft
- 5000-m-Bahngehen: 18:32,56 min, 8. März 2019, Melbourne, (schwedischer Rekord)
- 10.000-m-Bahngehen: 37:57,02 min, 26. Juni 2022, Dublin, (schwedischer Rekord)
- 10-km-Gehen: 38:42 min, 16. Mai 2022, Madrid
- 20-km-Gehen: 1:17:39 h, 19. August 2023, Budapest, (schwedischer Rekord)
- 35-km-Gehen: 2:23:44 h, 24. Juli 2022, Eugene, (schwedischer Rekord)
- 50-km-Gehen: 3:44:35 h, 17. Dezember 2017, Melbourne

Halle
- 5000-m-Bahngehen: 18:48,94 min, 12. März 2022, Eskilstuna

## Sonstiges
Karlstöms Bruder, Ato Ibáñez, ist ebenfalls Geher. Er wird von seiner Mutter Siv Karlström trainiert.